# (27769) 1991 UA3
(27769) 1991 UA3 là một tiểu hành tinh vành đai chính. Nó được phát hiện bởi Seiji Ueda và Hiroshi Kaneda ở Kushiro, Hokkaidō, Nhật Bản, ngày 31 tháng 10 năm 1991.